# Amastus subterminata
Amastus subterminata là một loài bướm đêm thuộc phân họ Arctiinae, họ Erebidae.